# Зло
Зло је широк појам који у етици означава негативне или неприхватљиве видове људског понашања и размишљања, попут окрутности, неправде, мржње, себичности и уништења. Понекад се дефинише и као одсуство добра, односно његова супротност.
Проблем зла се најчешће повезује са незаслуженим злом које људи трпе, а са оним злом које људи чине. Проблем зла су покушавале да реше разне филозофије, религије и други светоназори, па већина теорија зла садржи и својеврсно решење тог проблема. Чести начини за превазилажење проблема зла су негирање људске слободе, одрицање жеље, коначна победа доброг почела или прихватање неискорењивог дуализма.
У великом броју култура, појам зла се користи за описивање онога што доноси патњу и смрт — супротно од добра, које означава живот, мир и слогу. У неким религијама се зло представља као активна сила, коју персонификује Сатана, Ахриман, Мара, итд. Међутим, појмови добра и зла умногоме зависе од моралних схватања друштва које их одређује, па се често злим назива свако понашање противно владајућој религији.

## Етимологија
Грчки израз за зло је kakia, чије је првобитно значење »оно што је лоше — што човек жели да избегне«, као што је физички бол, болест, патња, несрећа, свака врста повреде.
Српска реч зло је облик старословенске речи зълъ, која потиче из индоевропског корена gʰuel (криво, кривина, скретање с правог пута). Глас гх се у словенским језицима изговара као з, отуда зал Реч зло у језику може имати више повезаних значења. У српском језику се реч зло употребљава као:
- појам — означава оно што је противно добру, нешто лоше, одурно, неугодно, наопако;
- чин — односно злочин, злодело;
- догађај — указује на несрећу, невољу, незгоду, озледу;
- осећај — исказује зловољу, злурадост, злоћудност, неугоду, болест (израз: „зло ми је”), мржњу и разна патолошка стања;
- особа — која је утеловљење зла (злодух, ђаво, Зли).

Зао је онај који је склон злу. Онај који чини зло назива се зликовац, злочинац и злотвор. Носилац злобе је злобник. Злога је изразито зла нарав чији су показатељи зла воља, зла намера, злурадост, пакост и слично. Злоупотреба је употреба доброг или неутралног чина у зле сврхе и још се назива манипулација.

## Постојање зла
Питање које се може поставити у вези са злом јесте: „Постоји ли зло уопште?”.
Велики број мислилаца пориче постојање зла у онтолошком смислу. За њих, зло не постоји на исти начин као добро — добро је самостална онтичка супстанција, док зло то није. Оно је недостатак. Добро је биће, а зло је небиће.
Међутим, постоје и традиције које зло сматрају самосталним бићем, принципом опречним добру. Те дуалистичке традиције свет углавном виде као место вечите борбе два принципа, светлости и таме, односно добра и зла.

## Зло у религији
У аврамским религијама, зло се доживљава као сила која је у директном сукобу с Богом, било да јој је извор у појединачним вољама или да је оличена у ђаволу. Јудаизам, хришћанство и ислам приказују људску историју као поље на коме се одиграва битка добра и зла, а крај историје се поклапа с неизбежном победом Бога над силама зла.
У дармичким религијама, зло се објашњава учењем о карми, односно праведној последици грешних дела из овог и претходних живота.

### Зло у хришћанству
У традиционалном хришћанству се порекло зла објашњава митом о паду. У почетку је Бог створио свет добрим, а ђаво и човек су у њега унели зло, чинећи грех својом слободном вољом. Зло је везано за грех, моралан неуспех према Богу, што резултује одвајањем од њега. Сатана се у хришћанским списима спомиње као оличење зла, противник, лажни оптужитељ, протуверник, клеветник, лажљивац, убица, зли, онај који куша веру и вреба на колебљиве.
| „                                               | Не дај се злу надвладати, него надвладај зло добрим. | ” |
| — Апостол Павле, Посланица Римљанима (12, 21.). |                                                      |   |

У гностицизму је свет дуалистички подељен на дух који представља добро и твар која представља зло. Из тога следи важно филозофско питање: „Ако је творевина зла, како то онда није и њен творац?”, које је било повод многим „оправдањима Бога” (односно теодицејама). У манихејизму се зло јавља као онтолошко начело. Свемир се састоји од два, међусобно супротстављена начела — зла чије је оличење тама и добра чије је оличење светлост.

## Зло у филозофији

### Буда
Сидарта Гаутама је сматрао да постоје четири основна разлога из којих човек чини зло:
| „                 | На која четири начина се чини зло? Вођени жудњом чинимо зло. Вођени љутњом чинимо зло. Вођени незнањем чинимо зло. Вођени страхом чинимо зло. | ” |
| — Сидарта Гаутама | |   |

Буда је тврдио да нам зло не може бити нанесено споља, јер „нема зла за онога ко га не чини”.

### Сократ
Сократ је тврдио да све зло потиче од незнања. То значи да онај који чини зло не чини га зато што је лош човек, већ стога што нема знање о добром. Онај ко поседује знање неће чинити зло свестан да ће га то напослетку одвући у тугу и очајање. Сократ је говорио да сваки човек има свог унутрашњег демона тј. глас савесту који га одвраћа од зла и неистине.
| „        | Једино добро је знање и једино зло незнање. | ” |
| — Сократ |                                             |   |

За Сократа, истина је једна и општа у свим људима, а онај који вређа истину у било ком човеку, вређа истину у сваком човеку, па и у себи самоме. Како је истина највеће добро, онда је неистина могућа само као зло. Стога, ко делује у неистини чини зло. При томе је свеједно коме чини зло, јер је зло учињено било ком човеку, зло је учињено самоме себи. Сократ верује да нико себи не би чинио зло намерно, када би знао што је за њега добро. Свако чини зло само из незнања, те Сократ закључује да је незнање извор свију зала.

### Епикур
| „        | Бог или жели да укине зло, а не може; или може, али не жели; или пак ни не може, ни не жели. Ако жели, а не може, онда је немоћан. Ако може, али не жели, онда је зао. Али, ако Бог може и жели да укине зло, откуда онда зло у свету? | ” |
| — Епикур | |   |

У античкој филозофији, стоичка и епикурејска филозофска школа супротстављене су и око проблема зла. Према Епикуру, присутност зла у свету доказ је да се богови не брину ни за људе ни за свет. Јер, ако би богови хтели уклонити зло из света, али то не би могли, тада би били немоћни; а ако би то могли, али не би хтели, били би зли.

### Стоици
Стоици сматрају да светом управља божје провиђење и да оно што се из једног угла чини злом заправо доприноси свеукупном савршенству свега. За њих је зло једино последица тврдоглавог опирања неизбежном току догађаја. Стога су стоици заговарали апатију (бестрашће) у односима према другима и према свету.

### Плотин
Плотин (204—270) је био новоплатонски филозоф из 3. века који је свет видео као изливање (односно еманацију) Једног, које је узрок и извор свега, преобиље. Што је појединачно биће удаљеније од Једног, оно мање јесте. Степени битка су: ум, душа и твар (или материја), која је најудаљенија од једног. Зло се не може наћи нити у Једном нити у уму, а ни на вишим нивоима душе, већ једино тамо где материја наводи људске душе да скрену поглед са свог суштинског јединства с Једним. Стога се код Плотина зло поистовећује са материјом (Ен. 1,8,3), будући да је она најудаљенија од истинског бивства које је добро (као што ствар удаљена од светла бива слабије обасјана). Према Плотиновом учењу, зло не треба схватити као неки активни принцип, односно независну силу која се бори против добра, већ пре као одсуство добра. Зло није неки облик бића, већ, напросто, један вид небића.

### Августин
| „                     | Одакле зло онда долази када видимо да је Бог, који је добар, створио све ствари добрима? | ” |
| — Августин, Исповести |                                                                                          |   |

Августин Хипонски (354—430) каже да зло не постоји самостално као засебна сила која се супротставља добру (Conf. III, 7, 12), него је зло одсуство добра (лат. privatio boni); оно је пука негација, небиће. Зло је недостатак, који може припасти бићима у створеном свету јер су она по својој бити несавршена. Према Августину, овај свет који је Бог створио и у којем има зла, бољи је од онога света у којем би морално зло било немогуће. „Савршени свет” захтева постојање слободних створења, а нека од тих слободних створења бирају зло својом слободном вољом. Но, још увек је свет са слободним створењима и злом бољи него свет без слободе и зла.
Августин је изричит у свом одбацивању Платонове теорије по којој знати добро значи и чинити га, јер Сатана је сигурно знао шта је добро. Сатана је првобитно био један од синова Божјих и створен је као добар.

### Боетије
Боетије (око 480—524), „последњи Римљанин”, се надовезивао на Платонову идеју добра и стоички појам природе и судбине. Његово најпознатије дело, „Утеха филозофије”, је својеврсна одбрана Бога и његове доброте, упркос постојању зла у свету. Зао човек је увек, тврди Боетије, немиран и подложан различитим слабостима услед сопствене неправедности, а добар човек је јак и срећан, јер зна шта је добро и праведно и дела у складу с тим, чиме достиже блаженство. Човек има слободу да чини добро, чак иако је окован. Што дух мање тежи материјалном (чулном) свету, то је слободнији, ближи добру и истини, то јест Богу.

### Максим Исповедник
Максим Исповедник (581—662) сматра да узрок зла лежи у стварању света ни из чега. Из тог разлога, код свега створеног постоји не само тежња ка бићу, већ и тежња ка „враћању у небиће”. Првобитно семе ништавила у утроби бића је управо оно што рађа могућност греха и зла. У основи, зло је пропадљивост бића.

### Спиноза
Холандски филозоф Барух Спиноза (1632—1677) именује врховно биће појмом „Бог или Природа” („Deus sive Natura”), чиме указује да у његовој метафизици Бог и природа јесу једно те исто. Он негира антропоморфизам у религији. За њега Бог није личност; нема осећање разума, воље или моралних квалитета. Бог није човек и не треба му приписивати људске особине. Бог није искључиво добар; његови поступци могу људима, из њихове ограничене перспективе, изгледати злим. Али зло је такође део Бога — његова супротност не постоји, јер је његова безграничност и то уклопила у себе. Непостојање ђавола Спиноза онтолошки доказује:
| „                | Схватимо ђавола, како то неки хоће, као једно мислеће биће, које уопште не жели, нити чини добра, и које се дакле потпуно супротставља Богу. А то значи да је оно заиста врло бедно и, ако молитве могу помоћи, онда би се за његово спасење морало молити. Али погледајмо да ли једно такво биће може и за тренутак постојати, и одмах ћемо наћи да то није тако; јер из савршенства неке ствари произилази целокупно њено трајање, и уколико она у себи има више стварног и божанског, утолико је и постојанија; како дакле може постојати ђаво, који у себи нема ни најмање савршенства? Сем тога, постојаност или трајање код једног модуса мислеће ствари јавља се само у јединству које, проузроковано љубављу, такав модус има са Богом. Пошто је у ђаволу дата управо супротност томе јединству, немогуће је да оно и постоји. | ” |
| — Спиноза, Етика | |   |

### Лајбниц
Немачки филозоф Готфрид Вилхелм Лајбниц (1646—1716) је покушавао да оправда Бога, претпостављајући да Бог трпи зло са циљем да из њега на крају изиђе неко добро. Лајбниц у својој Теодицеји разликује три слоја или три врсте зла:
- физичко зло (лат. malum physicum) — јавља се на равни ствари и природе, збива несавршености створења, без ичије кривице. Обухвата природне катастрофе, телесне слабости и бол.
- метафизичко зло (лат. malum metaphysicum) — састоји се у несавршености бића. Све је изван Бога несавршено и контингентно те стога подложно злу и недостацима.
- морално зло (лат. malum morale) — узроковано човековим слободним избором. Поистовећује се с грехом.

Лајбниц такође разматра је ли Бог могао да створи бољи свет, без зла и патње. Коначно, он закључује да је Бог створио „најбољи од свих могућих светова”, јер зло које се у њему појављује јесте неопходно за пуно испољавање добра. На приговоре, да је могуће замислити свет бољи од нашег, Лајбниц има две врсте одговора. Прво, иако ми можемо мислити да извесне особине света могу бити боље ако их посматрамо појединачно, ми не знамо да ли је могуће створити свет без тих особина. Друго, погрешно је претпостављати да Бог процењује доброту света на начин на који је ми процењујемо. Обично се сматра да је свет добар само ако су људи на Земљи срећни, али Лајбниц каже да је то исувише ограничен начин размишљања. Прикладнија мера била би срећа свих бића која имају осећај. Лајбниц оставља могућност да земаљска бића која имају осећај могу бити само мали део бића које је Бог створио.

### Кант
Имануел Кант (1724—1804) је сматрао да човек не може бити морално одговоран уколико није слободан. Међутим, уколико је слободан, не може имати неодољиву тежњу нити ка добру нити ка злу, већ и једно и друго морају бити могући у сваком тренутку и не постоји начин да се било које од тога двога отклони. Стога, Кант претпоставља да мора постојати »коренито зло« које не може протерати из људског постојања. Међутим, у сваком људском уму постоји прирођена рационалност и сасвим је разумно чинити добро а избегавати зло. Кант закључује да је једина зла ствар зло хтење.

### Ниче
Немачки филозоф Фридрих Ниче (1844—1900) је тврдио да добро и зло нису стварности у свету већ творевине појединачне воље, која се одриче сопствене слободе и налазећи спољашње разлоге за оно што чини. Једино чисти акт воље, сходно Ничеовој филозофији, води нас »с ону страну добра и зла«.

### Хана Арент
Немачка филозофкиња политике Хана Арент (1906—1975) је под утиском суђења нацистичком ратном злочинцу Адолфу Ајхману написала књигу „Ајхман у Јерусалиму: Извештај о баналности зла” (1963. године). Њој је било несхватљиво да човек задужен за провођење Холокауста није одавао утисак једног од највећих злочинаца свих времена — нису биле видљиве никакве патолошке склоности, нити је изгледало да је организација геноцида била израз његовог зверства. Он се држао као бирократа којем је стало да добро обави свој посао, иако му је посао био тешко убиство непојмљивог броја људи. Пошто јој Ајхман није изгледао као отелотворење зла, Арентова је поставила питање како се људско зло уопште може препознати и одакле оно долази. Она је сковала фразу баналност зла како би изразила мисао да велика зла у историји нису починили фанатици и социопате већ обични људи који су прихватали тумачење државе да су акције у којима учествују нормалне.
| „            | Крајња злоба, патологија или идеолошко убеђење нису нужни како би помогли појединцу да почини бескрајно зло. | ” |
| — Хана Арент | |   |

Тако настаје парадокс баналног извршиоца чија дела показују екстремно зло. То је појединац који добровољно учествује у активностима криминалног режима, а себе сматра ослобођеним било какве одговорности за своје поступке, због хијерархијског система и због важећих прописа. Стога Арентова закључује, где је режим злочиначки, демонски карактер је непотребан — потребни су само послушност и покоравање закону.

## Проблем зла
| „            | Ја сам Господ, и нема другог, осим мене нема бога; Творац светлости и тмине, доносим мир и стварам зло; ја Господ чиним све то. | ” |
| —Исаија 45:7 | |   |

Проблем зла је класични теолошки проблем за сваку аврамску религију, која тврди да је све створио један свемогући и бескрајно добри бог. Проблем гласи: „Како постојање свемогућег и бескрајно доброг бога помирити са чињеницом постојања зла и патње у свету?” Ово питање се посебно заоштрава у временима великих природних катастрофа, разарања, ратова, епидемија и болести. Разни филозофи током векова су покушавали објаснити зашто свемогући Бог не употребити све своје моћи да би зауставио зло и патњу и зашто (ако је творац) уопште дозвољава њихово постојање. Ток закључивања углавном је следећи:
- Ако постоји добри Бог, он би желео укинути зло и патњу.
- Ако је Бог свемогућ, нема онога што он не може.
- Али у свету ипак има зла и патње.

Из изложених премиса се углавном извлаче следећи закључци:
- Или Бог није свемогућ.
- Или Бог није добар.
- Или је патња сврсисходна, као пут до већег добра.
- Или је цела идеја о Богу као свемогућем добром творцу погрешна.

Ако се остане при идеји да је Бог добар и свемогућ, онда се патња и зло објашњавају као део његових намера за свет. Такав се приступ назива теодицеја — правдање Бога пред чињеницом зла у свету. Тако савремени амерички филозоф, Алвин Плантинга, аргументише да због слободе воље, свемогући Бог ипак није могао створити свет у којем има моралног добра, а нема моралног зла.
| „                 | Бог може створити слободна створења, али не може проузроковати или одредити да она чине само оно што је исправно. Јер ако то чини, тада она, на концу, нису у бити слободна... Да би створио створења која су способна за морално добро, он је морао створити створења која су способна и за морално зло. | ” |
| — Алвин Плантинга | |   |